# Chiopris-Viscone
Chiopris-Viscone – miejscowość i gmina we Włoszech, w regionie Friuli-Wenecja Julijska, w prowincji Udine.
Według danych na rok 2004 gminę zamieszkiwało 659 osób, 73,2 os./km².